# 朱育君
朱育君（2000年11月22日—）為臺灣男子籃球運動員，場上位置為後衛，現效力於P. LEAGUE+高雄鋼鐵人。
朱育君畢業於東山高中、國立高雄師範大學，2024年7月P. LEAGUE+高雄17直播鋼鐵人宣布與朱育君簽約，2024年12月，他跟一些國立高雄師範大學的畢業生進職籃。